# Canyelles (métro de Barcelone)
Canyelles est une station de la ligne 3 du métro de Barcelone, dont elle constitue le terminus entre 2001 et 2008.

## Situation sur le réseau
La station est située sous la voie de Favencia (Via Favencia), sur le territoire de la commune de Barcelone, dans le district de Nou Barris.

## Histoire
La station est ouverte au public en septembre 2001, lors de la mise en service du prolongement de la ligne 3, dont elle devient le nouveau terminus, depuis Montbau. En 2008, le tracé de la ligne est de nouveau allongé, jusqu'à Trinitat Nova.

## À proximité
La station est située à proximité immédiate du parc Josep Maria Serra Martí (Parc de la Creueta del Coll).